# 迈松古特
迈松古特（法語：Maisonsgoutte，法語發音：[mɛzɔ̃ɡut]；德語： 或 ）是法国下莱茵省的一个市镇，属于塞莱斯塔-埃尔什泰因区。

## 地理
迈松古特（48°21'13"N, 7°15'48"E）面积4.87 平方千米，位于法国大東部大區下莱茵省，该省份为法国大陆部分最东部的省份，是阿尔萨斯的一部分，今与上莱茵省组成了阿尔萨斯欧洲集体，其南至上莱茵省，西南接孚日省和默尔特-摩泽尔省，西接摩泽尔省，北与德国接壤。
与迈松古特接壤的市镇（或旧市镇、城区）包括：巴桑贝尔、布雷唐巴克、拉莱、圣马丹、斯泰日。

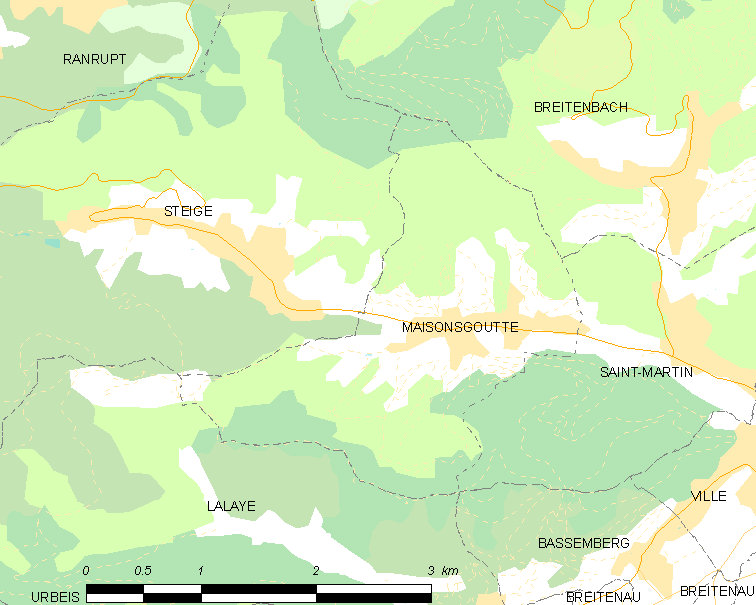
迈松古特的OSM定位图

迈松古特的时区为UTC+01:00、UTC+02:00（夏令时）。

## 行政
迈松古特的邮政编码为67220，INSEE市镇编码为67280。

## 政治
迈松古特所属的省级选区为米齐格县。

## 人口

1962-2008年间迈松古特人口变化图示

迈松古特于2022年1月1日时的人口数量为792人。